# Dumitru Balalia
Dumitru Balalia (n. 1911, Păcureți, România – d. 1993) a fost un demnitar comunist, membru al Comitetului Central al Partidului Muncitoresc Român/ Partidului Comunist Român în perioada 1955 - 1972.

## Biografie
Dumitru Balalia s-a născut în 1911 în comuna Păcureți, județul Prahova. Dumitru Balalia a fost maistru mecanic, după ce a absolvit școala medie, trei clase industriale precum și Universitatea de Partid Ștefan Gheorghiu în perioada septembrie 1951 - iunie 1952. Dumitru Balalia a devenit membru de partid din 1945 și a fost deputat în Marea Adunare Națională în sesiunile din perioada 1952 - 1975.
Dumitru Balalia a fost decorat cu „Ordinul Muncii“ clasa a III-a (1954), clasa I (1961, 1962); Ordinul „Steaua Republicii Populare Române“ clasa a III-a
(1959), clasa a II-a (1964); Ordinul „23 August“ clasa a III-a (1957), clasa a II-a (1971); Ordinul „Tudor Vladimirescu“ clasa a II-a (1966); Medalia jubiliară „În cinstea încheierii
colectivizãrii agriculturii“.

## Distincții
- Medalia „A cincea aniversare a Republicii Populare Române” (24 decembrie 1952) „pentru lupta și munca duse în vederea făuririi, consolidării și prosperării Republicii Populare Române”[2]
- Ordinul Muncii clasa a III-a (21 august 1954) „pentru merite deosebite pe tărîmul construcției de stat, economice, sociale și culturale, cu ocazia celei de a zecea aniversări a eliberării patriei noastre”[3]
- Ordinul „Steaua Republicii Populare Romîne” clasa a III-a (30 decembrie 1957) „cu ocazia celei de a zecea aniversări a proclamării Republicii Populare Romîne și pentru merite deosebite în îndeplinirea sarcinilor date de Partidul Muncitoresc Romîn, pentru merite deosebite pe tărîmul construcției de stat, economice, sociale, culturale și obștești”[4]
- Ordinul „23 August” clasa a IV-a (12 august 1959) „pentru merite deosebite în opera de construire a socialismului”[5]
- Medalia „40 de ani de la înființarea Partidului Comunist din Romînia” (6 mai 1961) „pentru merite în activitatea de partid și întărirea regimului democrat-popular”[6]
- Ordinul Muncii clasa I (22 noiembrie 1961) „pentru merite în opera de construire a socialismului, cu prilejul împlinirii a 50 de ani”[7]
- Ordinul Muncii clasa I (4 aprilie 1962) „pentru merite deosebite în munca de colectivizare a agriculturii și întărirea economico-organizatorică a gospodăriilor agricole colective”[8]
- Ordinul „Steaua Republicii Populare Romîne” clasa a II-a (18 august 1964) „pentru merite deosebite în opera de construire a socialismului, cu prilejul celei de a XX-a aniversări a eliberării patriei”[9]
- Ordinul „Tudor Vladimirescu” clasa a II-a (30 aprilie 1966) „cu prilejul celei de-a 45-a aniversări de la înființarea Partidului Partidului Comunist din România, pentru merite deosebite în opera de construire a socialismului”[10]
- Ordinul „23 August” clasa a II-a (4 mai 1971) „cu prilejul aniversării a 50 de ani de la constituirea Partidului Comunist Român, [...] pentru merite deosebite în opera de construire a socialismului”[11]